# Boazum
Boazum (en néerlandais : Bozum) est un village de la commune néerlandaise de Súdwest-Fryslân, situé dans la province de Frise. 

## Géographie
Le village est situé à 7 km au nord-est de Sneek. Il comprend également les hameaux d'Indijk et de Makkum.

## Histoire
Le village est né sur un terp dominant les eaux du Middelzee, avant de se développer autour. En 1260, le village est mentionné sous le nom de Bosingum, ce qui signifierait qu'il s'agirait de la résidence (heem/um) de la famille Bozinga.
Boazum dépend de la commune de Baarderadeel, sauf entre 1812 et 1816 où elle est une commune indépendante. Le 1er janvier 1984, le village rejoint la nouvelle commune de Littenseradiel. Enfin, le 1er janvier 2018, cette dernière est supprimée et Boazum est réuni à Súdwest-Fryslân.

## Démographie
En 2021, la population s'élève à 425 habitants.